# 北海道道312号根室停車場線
北海道道312号根室停車場線（ほっかいどうどう312ごう ねむろていしゃじょうせん）は、北海道根室市内を結ぶ一般道道（北海道道）である。

## 概要

### 路線データ
- 起点：北海道根室市大正町2丁目（JR北海道 根室本線 根室駅）
- 終点：北海道根室市大正町1丁目（国道44号交点）
- 総延長：0.165 km
- 実延長：0.147 km
- 重用延長：0.018 km

### 道路管理者
- 釧路総合振興局 釧路建設管理部 根室出張所

## 歴史
- 1957年（昭和32年）7月25日 - 285号として路線認定[1]。
- 1994年（平成6年）10月1日 - 路線番号を312号に変更[2]。

## 地理

### 通過する自治体
- 根室振興局
  - 根室市

### 交差する道路
根室市
- 国道44号 - 大正町1丁目（終点）